# Municipio de Adair
El municipio de Adair (en inglés: Adair Township) es un municipio ubicado en el condado de Camden en el estado estadounidense de Misuri. En el año 2010 tenía una población de 5062 habitantes y una densidad poblacional de 15,63 personas por km².

## Geografía
El municipio de Adair se encuentra ubicado en las coordenadas 38°8′28″N 92°56′55″O / 38.14111, -92.94861. Según la Oficina del Censo de los Estados Unidos, el municipio tiene una superficie total de 323.96 km², de la cual 289,71 km² corresponden a tierra firme y (10,57 %) 34,25 km² es agua.

## Demografía
Según el censo de 2010, había 5062 personas residiendo en el municipio de Adair. La densidad de población era de 15,63 hab./km². De los 5062 habitantes, el municipio de Adair estaba compuesto por el 97,71 % blancos, el 0,28 % eran afroamericanos, el 0,53 % eran amerindios, el 0,18 % eran asiáticos, el 0,3 % eran de otras razas y el 1,01 % eran de una mezcla de razas. Del total de la población el 1,24 % eran hispanos o latinos de cualquier raza.